# 全国人民代表大会关于完善香港特别行政区选举制度的决定
《全國人民代表大會关于完善香港特别行政区选举制度的决定》是2021年香港政治制度改革的一份人大決定，授權全國人大常委會根据本决定修改香港基本法附件一《香港特别行政区行政长官的产生办法》和附件二《香港特别行政区立法会的产生办法和表决程序》，就香港政治制度進行改革。

## 決定草案的说明
全国人大常委会副委员长王晨於《关于〈全国人民代表大会关于完善香港特别行政区选举制度的决定（草案）〉的说明》中指，改变香港特别行政区选举制度的决定之出台是为了确保“爱国者治港”，维护国家主权、安全、发展利益，保持香港长期繁荣稳定；而该决定的做出，与“反修例”运动、本土派“港独”立场、瘫痪立法会、泛民主派策划初选、一些国家境外立法机构、驻港领事馆、非政府组织干预中国内政、实施制裁等原因有关，全国人大常委会认为这些因素严重损害香港特别行政区的宪制秩序和法治秩序，严重挑战宪法、香港基本法和香港国安法权威，严重危害国家主权、安全、发展利益，严重破坏香港社会大局稳定，故提请全国人民代表大会通过决定，以更改香港选举制度，并授权全国人大常委会修改《中华人民共和国香港特别行政区基本法》附件一、附件二。

## 背景

### 2003年《基本法》二十三條立法引起50萬人上街

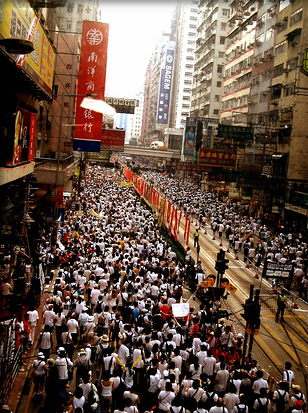
2003年7月1日，大批市民身穿白衣上街示威

2003年特區政府計劃為《基本法》23條立法，結果引發50萬人上街，最後政府撤回立法程序。此舉動讓北京質疑港人對國家觀念不足。行政長官林鄭月娥亦引述國務院港澳辦主任夏寶龍指社會均出現鼓吹仇視中央及特區政府言論。而港區人大代表、行會成員葉國謙則引述中央港澳工作領導小組組長韓正指，自當年反23條起，香港形勢並非「非民主不民主的問題」，而是「顛覆和反顛覆的問題」。

### 對行政和立法機構運作的爭議

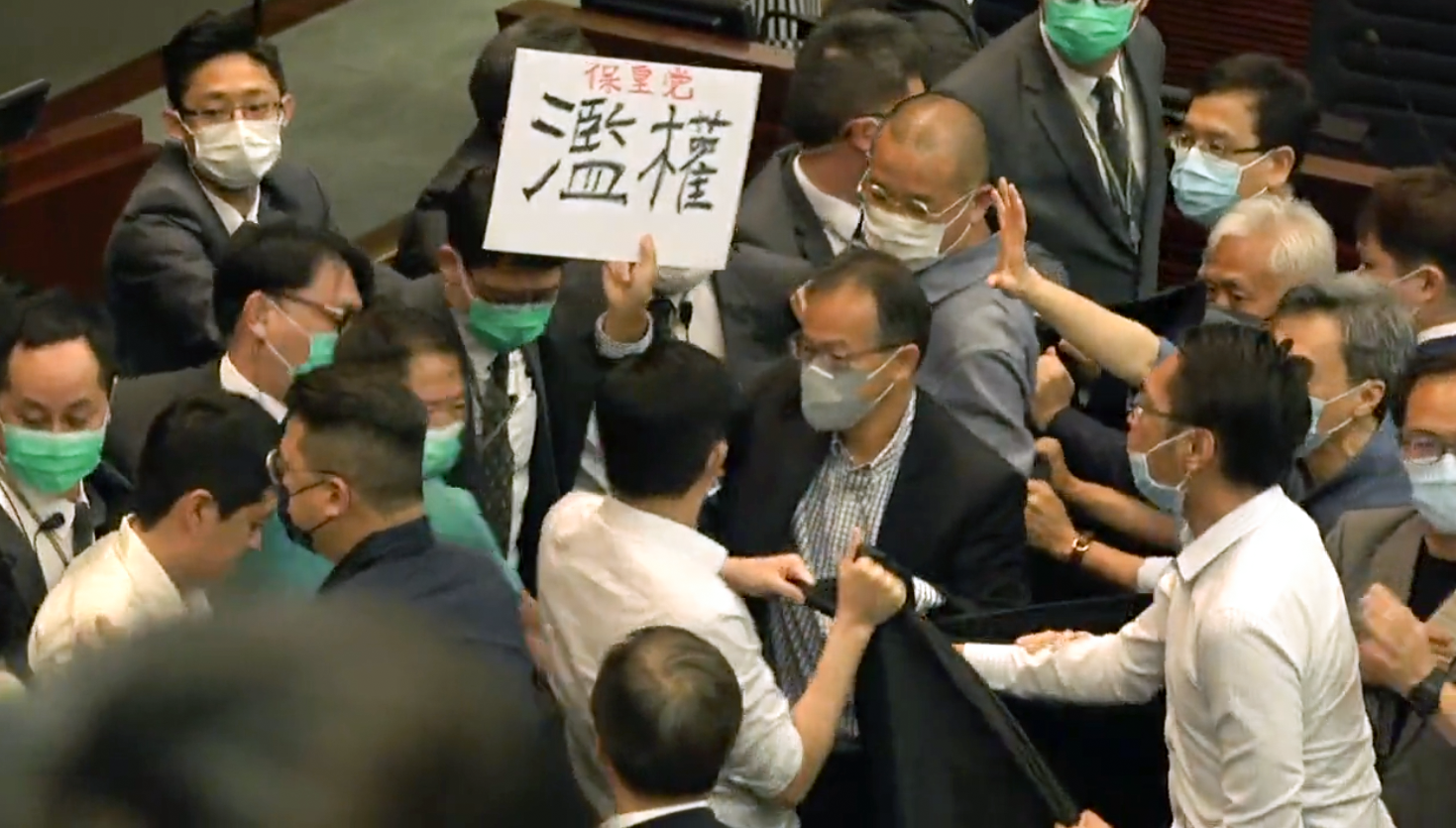
2020年5月18日的立法會內務委員會，建制派議員陸頌雄與民主派議員爆罵戰

2019年10月15日，香港立法会内务委员会开始新立法年度选举主席，由於技術程序的拖延未有即時選出主席，内务委员会停擺持續七個月時間。事后，全國人大常委會就立法会议员资格做出决定，郭榮鏗等四人依据此决定被香港政府宣佈喪失議員資格。其後15名民主派立法會議員傍晚召開記者會，正式宣布集體總辭。而《關於〈决定（草案）〉的说明》還指出，自2019年反修例運動後，在立法會和區議會的公職人員中存在有「港獨勢力」，指這些勢力是「癱瘓立法會運作」、「阻擾港府施政」。

### 区议会选举

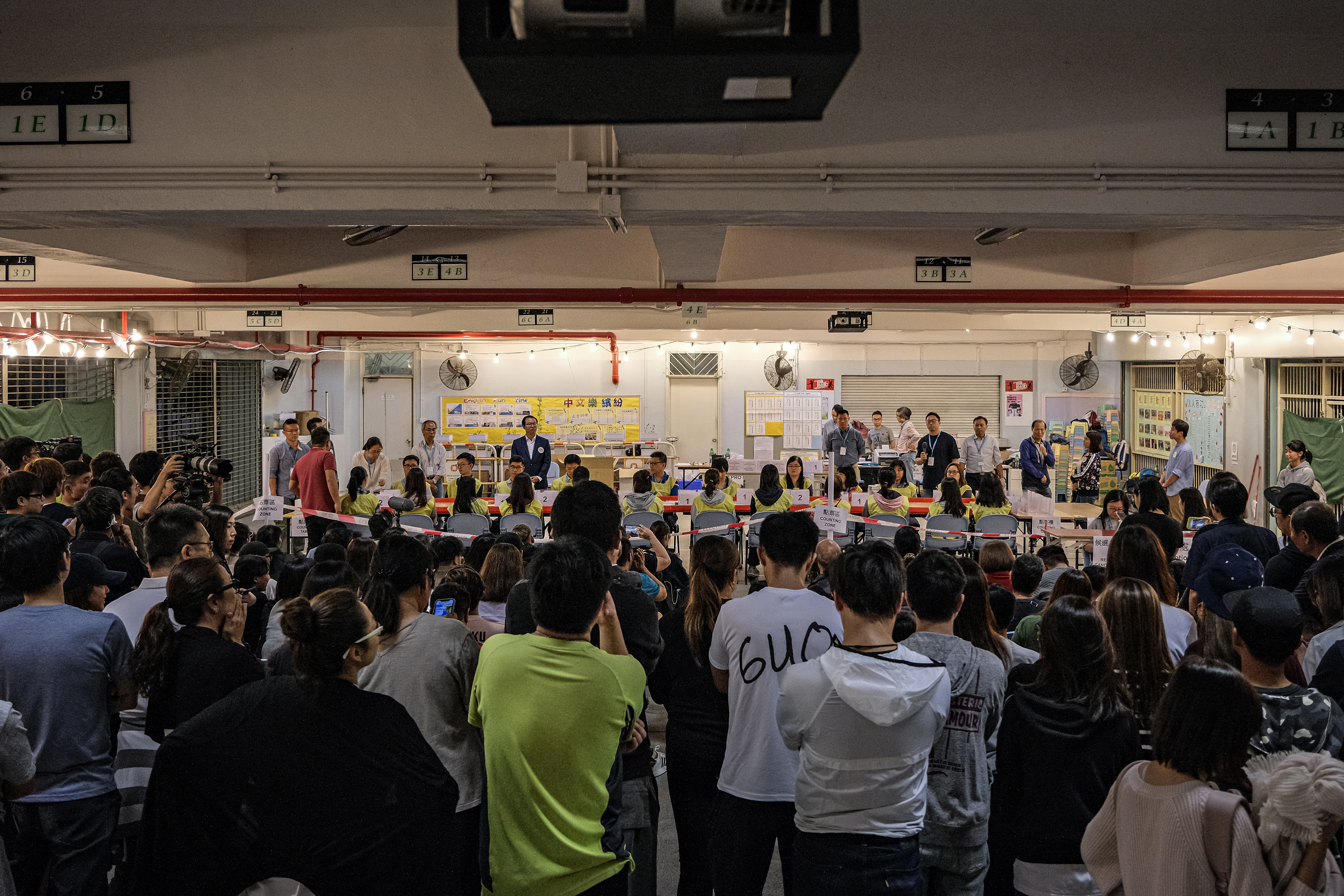
2019年區議會選舉建制派空前慘敗，而泛民主派多個選區大獲全勝下，讓中央認為香港选举制度出現嚴重漏洞

2019年11月24日举行的香港區議會選舉中，選舉人數創下香港史上新高，達71.23%。民主派阵营在香港反逃犯條例修訂草案運動推动下，首次在多個選區大獲全勝，取得全港86%的直選議席（388席）；而建制派（59席）則遭遇空前慘敗。
2020年底，全國人大常委會傳出要取消民主派區議員議員資格，而建制派認為泛民主派奪得議席，會影響行政長官選舉和意圖推翻中央管治。
2月22日，國務院港澳事務辦公室主任夏寶龍形容中央對改選後的區議會極度不滿，說「區議會選舉中出現一些『黑暴』、『攬炒』、『港獨』分子進入區議會，把原本為社區和基層服務的公共機構變成了高度政治化的鬥爭場所，搞得烏煙瘴氣。」同時認為他們利用區議會這個平台，散播『港獨』主張，抗拒中央管治，煽動對內地的不滿情緒。他不點名批評有議員的辦事處貼上「藍絲與狗不得入內」的標語。同時批評現時的區議會肆意阻撓特別行政區政府施政，損害香港市民福祉，不惜讓全香港社會付出沉重代價。有政壇高人更形容《基本法》並無規定香港一定要設立區議會，可以研究取消區議會，將區議會改為委任制或地區的分區委員會取替，制止區議會的“亂象”。区议会及民主派方面认为，政府多次拒絕向泛民首次主導的區議會提供協助，民政事務處亦禁止多區區議會採購口罩和拒批防疫撥款，民主派批評民政處說法誤導和諸多阻撓。
2021年3月5日的第十三屆全國人大會議上，全國人大常委會副委員長王晨稱反中亂港勢力透過區議會選舉中活動，而阻撓了特區政府施政。以此再指有必要修補香港選舉制度的缺陷。

### 民主派初选

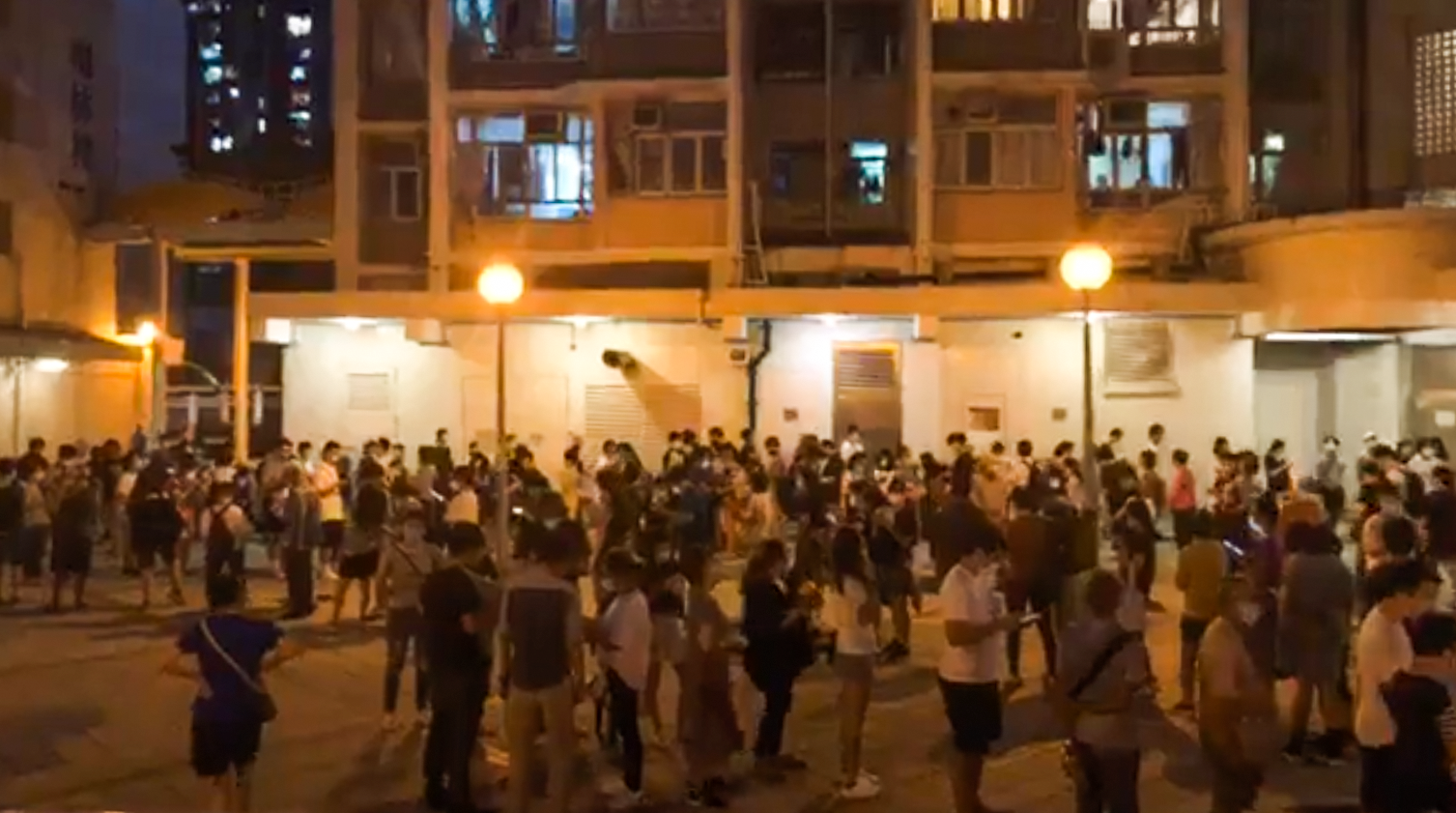
民主派初選投票，在晚上票站有大量市民等候投票，最終有61萬人參與

2020年4月，时任香港大学法律学院副教授戴耀廷在香港《苹果日报》发表文章，提出了所谓“真揽炒十步”，即民主派可以通过取得立法会35个及以上议席，以令政权和香港社会同归于尽，包括控制立法会、否决财政预算案及拨款案、迫使特首辞职、特区政府停摆、全国人大常委会宣布香港进入紧急状态、街头暴动及相应镇压更激烈、瘫痪香港社会、西方国家对中华人民共和国和中国共产党实施制裁等，而协调民主派出选立法会议员是“揽炒十步”的第一步；2020年7月，戴耀廷等人提出「35+計畫」，试图占据35个及以上的议席以控制立法会，从而向特区政府施加压力，要求政府回应“五大诉求”。
2020年7月11至12日，民主派按此计划举行初选，香港政府及国务院港澳办、香港中联办对此事表示谴责，指相关选举无效力，是挑衅现有选举制度，试图瘫痪政府的行为，属外部势力介入的颠覆政权行为，违反香港基本法、香港国安法、私隐条例等。
事后，多名参与初选者被取消立法会议员选举提名资格。2021年1月6日早上，警務處國家安全處拘捕参与该初选的55名人士，指该初選涉嫌顛覆國家政權，違反《香港國安法》，戴耀廷亦因此被捕。
王晨在《关于〈决定（草案）〉的说明》指，自2019年反修例運動後，有反中亂港勢力和本土激進分離勢力策划并实施“预选”，妄图通过选举掌控香港立法会主导权，进而夺取香港管治权。

### 中央政府對外國制裁和跟進政策的反應
在歐美等國因應香港形勢變化、而新訂相關法案政策的背景下，全國人大常委會副委員長王晨認為是有人透過聯繫外國勢力，透過立法、行政方式，以及駐港領事機構等渠道，而為香港的反中亂港勢力去提供保護傘。

### 中央政府“愛國者治港”意識的再強化
1984年6月22日至23日，中共中央顾问委员会主任邓小平于北京会见香港工商界人士访京团及锺士元等香港知名人士。会见期间，邓小平指出，港人治港的界线和标准在于，必须由以爱国者为主体的港人来治理香港；爱国者的标准是尊重自己民族，诚心诚意拥护祖国恢复行使对香港的主权，不损害香港的繁荣和稳定。这一段话后来被概括为以爱国者为主体的“港人治港”原则，即“爱国者治港”，并被具官方背景或建制派立场的媒体多次提及。此外，香港《大公报》认为，邓小平的思想贯穿了整部香港基本法的修订过程，其有关“爱国者治港”的论述所反映的是基本法立法原意。
2021年1月27日，中共中央總書記習近平在聽取香港行政長官林鄭月娥工作匯報時，重申「愛國者治港」是一國兩制的根本原則。2月28日至3月1日，國務院港澳辦举办「愛國者治港」座談會，國務院港澳辦主任夏寶龍表示「要落實習近平總書記指出的『愛國者治港』的原則，要根據香港實際情況設計，形成有香港特色的民主選舉制度」。王晨在《关于〈决定（草案）〉的说明》中，也引用了邓小平关于“爱国者治港”观点。

## 本案內容概要
該人大決定是由第十三屆全國人大依據中華人民共和國憲法和香港基本法及香港國安法的有關規定作出。
1. 改革香港选举制度，确保以爱国者为主体的“港人治港”。
2. 选举委员会负责选举行政长官候任人、立法会较大部分，以及提名行政长官候选人、全部立法会议员候选人，由工商、金融界，专业界，基层、劳工和宗教等界，立法会议员、地区组织代表等界，港区全国人大代表、港区全国政协委员和有关全国性团体香港成员的代表界等五个界别共1500名委员组成。
3. 行政长官须获得选举委员会不少于188名委员联合提名，且五个界别中每个界别参与提名的委员不少于15名。
4. 立法会每届90人，通过选举委员会选举、功能团体选举、分区直接选举三种方式分别选举产生。
5. 设立候选人资格审查委员会，负责审查并确认选举委员会委员候选人、行政长官候选人和立法会议员候选人的资格。制定完整资格审查制度机制，确保候选人资格符合香港基本法、香港国安法、全国人大常委会关于香港基本法第一百零四条的解释和关于立法会议员资格问题的决定以及香港特别行政区本地有关法律的规定。
6. 授权全国人民代表大会常务委员会修改香港基本法附件一《香港特别行政区行政长官的产生办法》和附件二《香港特别行政区立法会的产生办法和表决程序》。
7. 特区应当依照本决定和全国人大常委会修改后的香港基本法附件一和附件二，修改香港特别行政区本地法律。
8. 行政长官应当就选举制度安排和选举组织等有关重要情况，及时向中央人民政府提交报告。

## 整體修訂的進程
2021年3月4日晚上，第十三屆全國人大第四次會議舉行新聞發布會，發言人張業遂表示：「第十三届全国人民代表大会第四次会议將審議人大常委會關於提請審議《全國人民代表大會關於完善香港特別行政區選舉制度的決定（草案）》的議案」。在鳳凰衛視記者問及如何修改選舉制度时，張業遂指出：「香港選舉制度需要完善，為全面準確貫徹『一國兩制』方針，全面落實『愛國者治港』原則，提供健全的制度保障」。
2021年3月5日，中共中央政治局委員、全國人大常委會副委員長王晨宣讀该决定的草案。王晨表示，香港选举出现的亂象，表明香港的選舉制度出現明顯漏洞和缺陷，令反中亂港勢力有可乘之機，必須採取有力措施防範及化解風險，建議重新構建選舉委員會，擴大香港均衡有序的政治參與，確保落實愛國者治港。王晨最后说，此次选举改革将採取「決定+修法」的方式，先由全國人大就完善選舉制度作決定，再授權全國人大常委會按決定修改基本法附件一和附件二，之後香港再進行本地立法。

### 本案的投票表决结果
《全国人民代表大会常务委员会关于提请审议〈全国人民代表大会关于完善香港特别行政区选举制度的决定（草案）〉的议案》于2021年3月11日下午举行的第十三届全国人民代表大会第四次会议閉幕會上表決，以下为表决结果：
| 表决主题 | 赞成票 | 反对票 | 弃权 | 未按表决器 | 缺席 | 出席代表通过率 | 法定通过率 |
| --- | ------ | ------ | ---- | ---------- | ---- | -------------- | ---------- |
| 全国人民代表大会常务委员会关于提请审议《全国人民代表大会关于完善香港特别行政区选举制度的决定（草案）》的议案 | 2895票 | 0票    | 1票  | 0人        | 57人 | 99.97%         | 97.15%     |

## 各方反应

### 中华人民共和国（中國大陸）
第十三届全国人民代表大会第四次会议通过该决定，在全国人大常委会委员长栗戰書宣布该案得通过后，全场掌声不斷。
中共中央政治局常委、全國人大常委會委員長栗戰書形容這次完善相關法律的人大決定，打出一套法律的「組合拳」。他強調「人大是人民的人大」，任何時候及情況下，人大將毫不猶豫在法律、政治和外交等鬥爭時，扛起應盡的政治責任。
国务院港澳事务办公室发表声明表示，《决定》为全面落实“爱国者治港”提供了更加坚实的制度保障，国务院港澳办坚决拥护，并将在工作中坚定执行。在國務院新聞發布會上，国务院港澳事务办公室副主任张晓明表示，《决定》不存在改变“一国两制”的问题，是修补了香港法律制度缺陷的必要之举；张晓明指香港修例风波演变为动乱，并形容香港當前存在的主要問題，不是要否民主，反而是「涉及奪權與反奪權、顛覆與反顛覆、滲透與反滲透的較量」，表明無退讓餘地；张晓明认为，该决定本质上是阻断“反中乱港势力”通过体制缺陷夺取香港的权力，阻挠特区政府施政，造成巨大内耗；防止香港社会“泛政治化”；《决定》与香港国安法配合使用后能稳定香港宪政秩序及维护政治稳定、政权安全；张晓明表示，该决定系立足香港的实际情况作出的适当选择，构建了“符合香港实际情况、有香港特色的民主制度”，使“香港的民主步伐走得更加稳健”，有利于发展经济，改善民生；；张晓明还形容這次人大決定完善香港選舉制度，是一個微創手術，可讓民主制度恢復健康，香港居民會更加安居樂業。國務院港澳辦副主任鄧中華不認同是民主倒退，指選委會由香港不同界別、階層的代表組成的人士具有廣泛代表性，可以補充現行制度下功能組別、直選代表性的不足。更指出第五界別的香港全國政協委員、港區人代、全國性團體有強大的國家意識，能夠維護國家利益和香港利益。
香港中联办發言人表示，香港特區選舉制度的完善，是香港社會關注度極高的政治議題，中央對此十分審慎。他说，“完善香港特區的選舉制度，並確保‘愛國者治港’，是維護國家主權、安全、發展利益，確保‘一國兩制’行穩致遠的必然要求，亦是維護香港長期繁榮穩定的必由之路”。同時形容《決定》充份體現包括港人在內的全體中國人民切實維護國家主權、安全、發展利益，讓香港社會各界均衡有序的政治參與，充分保障香港居民的民主權利和民主質量，而選舉委員會符合香港的實際情況，更加具有廣泛的代表性。相信通過選舉制度能夠更夠集中精力破解深層次矛盾與問題，並融入國家發展大局。
澳門中聯辦表示，堅決擁護支持香港選舉制度改革，强调為全面落實「愛國者治港」提供堅實的制度保障。
国务委员兼外交部长王毅在全国两会记者会上回答中评社记者就全国人大审议关于完善香港选举制度决定草案提问时指出，放眼世界，无论在哪个国家，“效忠自己的祖国都是公职人员以及竞选公职的人必须遵守的基本政治伦理。在香港也一样。”他表示，“如果不爱国，谈何爱港。爱港和爱国是完全一致的”。他最后指出，香港在殖民统治时期，没有任何民主可言。他表示，“回归24年来，没有谁比中央政府更关心香港民主的发展，更希望香港保持繁荣稳定。香港由乱变治，完全符合各方利益，也将为维护香港居民的各项权利和外国投资者的合法利益提供更坚实的保障”。
外交部驻港特派员公署发言人表示，《决定》充分体现了包括香港同胞在内的全体中国人民坚决落实“爱国者治港”根本原则，切实维护国家主权、安全、发展利益和香港长期繁荣稳定的集体意志，是“历史的大势、人民的选择，势在必行、势在必成”。
中華人民共和国驻英国大使馆临时代办杨晓光在媒体吹风会上指出，完善香港特别行政区选举制度，落实“爱国者治港”，既是推进“一国两制”事业、保持香港长治久安的实际需要，也是宪法赋予全国人大的权力和责任，完全合宪合法，正当合理。香港是中国的一个特别行政区，香港选举制度如何发展和完善完全是中国内政，任何外国都无权干涉。
国务院台湾事务办公室批评台灣大陸委員會的相关评论，认为“民進黨政府慣於惡意操弄香港事務，亂港謀‘獨’，用心險惡，不會得逞”。
中共中央政治局委员、中央军委副主席许其亮表示，全国人大依照宪法和香港基本法，修改完善香港选举制度，是“党之大事、国之大事、港之大事，势在必行，意义重大，军队坚决拥护这一重大决策，坚决维护国家主权、安全和发展利益”。

### 香港特別行政區

#### 特区政府及建制派

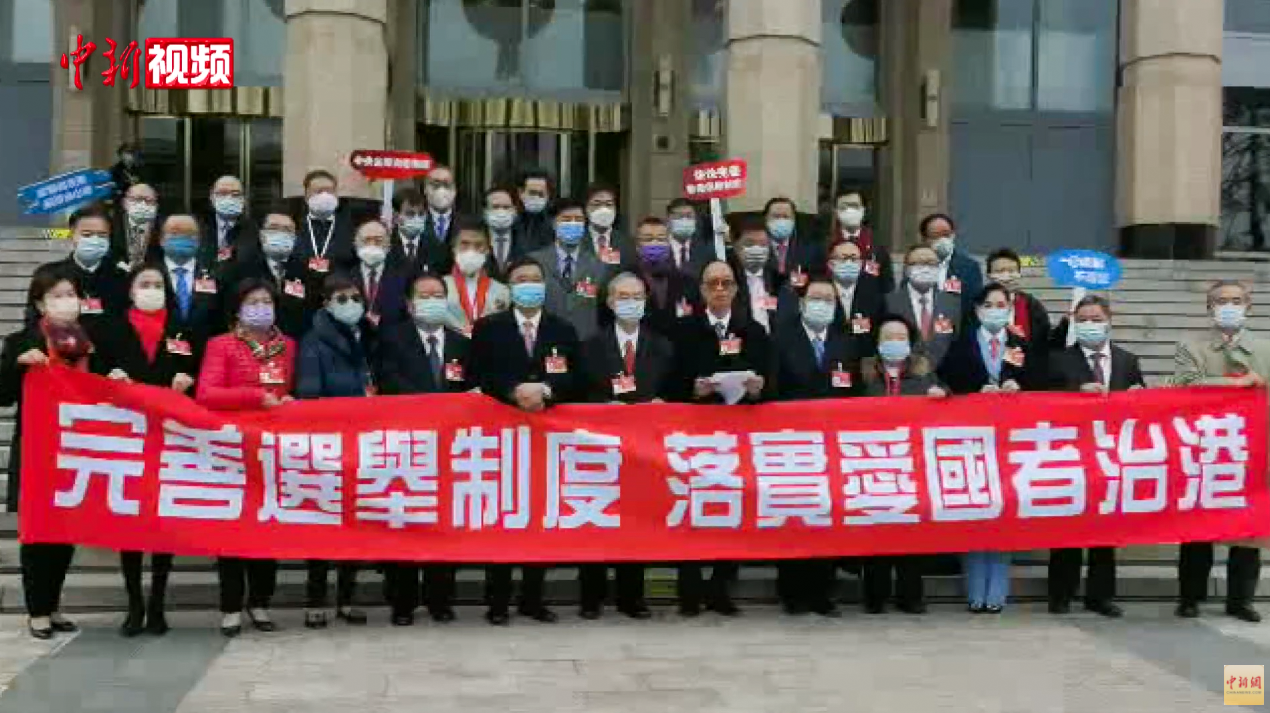
港区全国人大代表团在北京人民大會堂的樓梯前大合照，表明发声明拥护支持全国人大完善香港选举制度

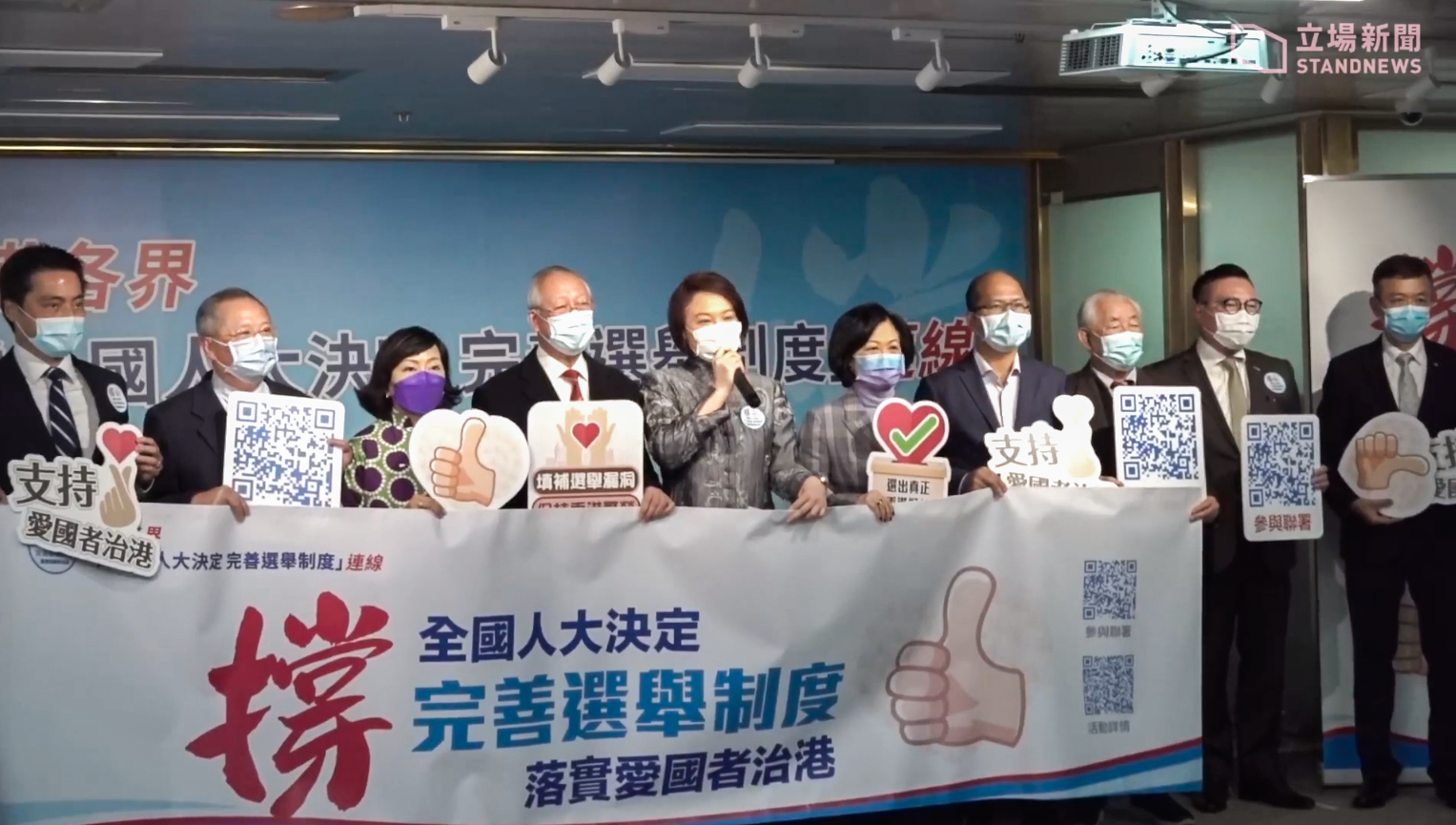
3月11日，建制派各界人士組成「撐全國人大決定 完善選舉制度」連線，表明會發起一系列宣傳活動和線上線下簽名大行動

香港行政長官林鄭月娥在Facebook發文對全國人大會議將審議有關完善香港的選舉制度、落實「愛國者治港」的方針政策表示歡迎。香港特區政府發聲明指，尊重中央在政治體制完善方面的主導權，並會作出全面配合。此前，3月8日，林郑月娥接受中国环球电视网（CGTN）访问时表示，其任期将于2022年6月结束，2022年3月便要进行下一任行政长官的选举工作，因此特区政府需于12个月内，根据人大決定进行本地立法过程，再就选举作出安排，包括选民登记和确定投票日等。她表示，按照全国人大常委会副委员长王晨的说法，会有机制审核或证明候选人资格，以及是否符合爱国者标准，相信稍后的公布中，资格审核机制会起到重要的作用。而她接受央視新聞專訪時表示，對此感到非常高興，並用「圓滿」來來形容這個完善的選舉制度。
到3月12日，林鄭在香港政府總部見記者，她指出中央出手修改選舉制度不是民主倒退，而是堵塞過往的漏洞，有效解決立法會泛政治化問題。反指過去有立法會議員到美國要求美國政府和議員採取措施來制裁香港，傷害香港。正反映了過去制度出現缺陷，不是與民主有直接關係。她更稱設立候選人資格審查委員會會令公眾更加信服，指『黑暴』透過起底，很難找到一些公務員擔當選舉主任。她亦拒絕透露任何改制細節，稱有待人大常委會公布。
政務司司長張建宗表示，「愛國者治港」是全面貫徹落實「一國兩制」方針必須遵循的根本原則，天經地義。要求管治者愛護自己的國家，是基本的政治倫理，是放諸四海而皆準的道理。其後他在網誌表示，相關的《決定》能體現「均衡參與」，大大拓展香港居民的政治參與度，充分證明《決定》並無令民主倒退。
財政司司長陳茂波接受央視訪問時表示，愛國者治港的意義，是從憲制、從法律體系，將原來的短板補好，從制度上完善。陳說，做一個堅定的愛國者是很基本的要求，作為特區政府官員會全力支持。律政司司長鄭若驊表示，會率領律政司致力配合相關政策局完成修改法例的工作，以期盡早落實執行關於完善香港特區選舉制度的決定。
保安局局长李家超、警务处处长邓炳强、消防处处长梁伟雄、入境事务处处长区嘉宏、惩教署署长胡英明、海关关长邓以海、政府飞行服务队总监胡伟雄先后发表声明表示，全力支持全国人大通过完善香港特区选举制度的决定。
行政會議召集人陳智思表示，選舉制度修改後令民主進程回到回歸初期，是因為過去經改良的選舉制度，反映不到原來的效果，尤其過去幾年有少數立法會議員拖慢議會進度，打著針對及抹黑中央等旗號，令中央擔心香港的民主路是否向正確方向前進，一國兩制能否繼續。他又說，明白香港人短期內對選舉制度感到失望，未必再熱心於政治，相信要時間重建國家與香港人的互信。
全國政協副主席、首任行政長官董建華指，香港已經到了不改革不行的關鍵時刻，由愛國者擔任重要公職，是「一國兩制」的核心要義，也是舉世公認的政治倫理。民建聯指出，制定香港特区选举改革的决定符合宪法规定。在草案獲得通過後，他們會全力配合特區政府作出必要的本地立法工作。立法會主席梁君彥透過立法會秘書處作出聲明，指中央在國家層面完善香港的選舉制度是可以理解的，亦是合適的做法。香港自由黨表示，支持完善香港特別行政區選舉制度草案，將繼續支持港人治港，並認為全國人大的決定能助香港長遠發展，使一國兩制、港人治港能行穩致遠。工聯會则表示，稱全力支持全國人大完善香港選舉制度，落實以愛國者為主體的「港人治港」，確保香港長期繁榮穩定，「一國兩制」行穩致遠。經民聯亦發聲明表示，全力支持全国人大的决定草案，只有完善選舉制度，確保由愛國者加入管治架構，提高管治和議政質素，香港才能撥亂反正，社會重回正軌，重新聚焦經濟發展、改善民生，實現長治久安。全國政協常委林建岳、唐英年、胡定旭亦对此次决定草案表示支持。
全國政協副主席、前行政長官梁振英表示，全国人大完善選舉制度後，民主派仍有空間參選，但前提是他們需要忠誠及愛國，而選委會有份提名及選出立法會議員亦有助改善行政立法關係。他说，中央的行為標準是黑白分明及清晰的。
前律政司司長、基本法委員會前副主任梁愛詩認為中央修改選舉制度不等於民主倒退，人大決定是「民主的優化」。她稱中央一直希望本港民主向前發展，否則不會在《基本法》寫明普選。她反指2019年反修例運動為香港帶來衝擊，認為香港一定要首先回到正軌才能有普選，“要怪就是怪我們自己這二十多年沒有做好”。其後她在港台節目《香港家書》表示，一旦疫情受控，政府撤銷限聚令之後，會有「反中亂港分子」和外國勢力會藉透過遊行示威製造動亂，難保再次出現「佔中、佔旺」的情況，並煽動市民反政府和反中央，指香港不能再承受社會動盪。

#### 民主派
民主党主席罗健熙批评全国人大的建议是在走“回头路”，甚至比香港刚回归时的情况更差。他说到，一旦在立法會加入較大比例來自行政長官選舉委員會的議席，會令直選議席比率減少，立法會的代表性會更為降低，民主派的参政空间将更狭窄。该党前主席刘慧卿指出，如果人大决定取消5個超级区议会議席，有如民主倒退，中央政府应继续让香港发展民主。她也認為如果民主派在日後的選舉沒有勝算，就不應該參加，否則會成為政治花瓶。
选举委员会工程界选委黎广德认为有關改革是增加中央控制選委會的安全系數，進一步淡化民主派的影響力。他指出，只要有一絲空間發聲，民主派人士都應該爭取，盡最大努力防止政制加快倒退。
工黨前立法會議員張超雄表示，决定使香港民主倒退，只會令民生工作變得舉步維艱，擔心未來基層聲音更加不被尊重。
現流亡英國的前立法會議員羅冠聰出席美國參議院外交關係委員會的「世界各地的民主狀況」聽證會，他指出北京「完善」香港選舉制度的決定，實際上是將香港的議會變成如大陸「人大」一樣的「橡皮圖章」，令「選舉」淪為「挑選」。
社民連秘書長吳文遠表示，日後北京只容許“愛國愛黨”的人進入議會，認為是“劣幣驅逐良幣”，並進一步影響香港的國際地位。將來的立法會只會變成一個更大的“橡皮圖章”。

#### 學者
香港中文大學政治與行政學系副教授馬嶽指選委會成為「太上皇式」架構，權力非常大、成為正式的審查委員會，必定是民主倒退。而選委會的結構更無代表性，只是親中人士「分餅仔」（分餅乾），變得更小圈子。香港大學法律學院公法講座教授陳文敏認為，參選門檻愈收愈緊下，選舉變得沒有意義，只會讓公眾對選舉更冷漠，循序漸進實現普選的希望已不能實現。中大政治與行政學系高級講師蔡子強認為，中央「完善本港選舉制度」的決定，預計將來民主派能夠成功「入閘」的機會極低，最極端情況是出現香港不會再有反對的政黨，而議會內亦沒有制衡能力，香港政黨面對的局面比澳門更差。他更指香港的政治前景非常暗淡，形勢會倒退至1970年代只有壓力團體的局面。而中央做法與以往循序漸進推進民主的承諾背道而馳。1997年後的推動的民主步伐一筆勾銷。

### 中華民國（臺灣）
大陸委員會发言人邱垂正表示，中国大陆政府一方面宣稱「港人治港」，一方面又將其概念限縮為「愛國者治港」，並藉改變選制、政治檢控黨同伐異，以達其「愛黨者治港」之真實目的。
大陸委員會的繼任主委邱太三表示，人大改變香港選制嚴重違背先前承諾，因為所謂的愛國者治港，顯然是設定需經過「思想審查」，可能衝擊到香港言論自由，且選制的改變也顯然違反原來港人普選的方向，也違背任何一個民主、自由、法治國家的選舉制度，這也值得台灣人思考，中國大陸所做的任何承諾是否值得信賴。
前總統馬英九在受訪時表示，已故前最高領導人鄧小平提出的「一國兩制」構想正式走入歷史，宣告死亡，他感到非常遺憾。國民黨主席江啟臣對中國大陸沒收香港選制感到遺憾，並呼籲北京，確保香港自由與民主化才能得到香港民心。國民黨前主席朱立倫表示，香港的民主被沒收，感到痛心與難過，要聲援香港民主。國民黨智庫副董事長連勝文表示民主的直選跟普選是大部分香港人的期待，中國大陸的作法如果越符合港人期待，才越能得到港人支持，如果相反，則會埋下衝突不安的種子，所以中國大陸當局應再思考一下。
台湾民眾黨發言人表示，此舉讓香港自治更進一步被削弱，且修法增加「愛國者」區分標準，相當荒謬、不合理，例誰界定誰是「愛國者」與具體標準為何。他又稱若一味把反對派從「內部矛盾」擠向「敵我矛盾」，恐怕只會更失民心。
台灣基進發文，称“通過’修改香港選舉制度‘決定宣告香港的選舉制度名存實亡。且自去年開始，選舉延期、初選犯法、司法追殺，再到這次人大修法全面緊縮候選人的認定條件，讓港人治港淪為擁護中共政權的愛國者治港，特區變樣板殖民地，這款選制，議員與官派有何不同？“

### 欧盟
3月5日，欧洲联盟发表声明，认为香港选举制度的改革建议是消极的，也同之前进行的选举改革背道而驰，并违背《基本法》中实行普选的承诺。欧盟称将采取进一步措施以应对香港政治自由和人权的进一步恶化。

### 美国
美國國務卿布林肯發表聲明譴責北京持續攻擊香港民主制度，並指中國全國人大單方面改變香港選制的決定，是對「中英聯合聲明」所允諾港人自治的直接襲擊，這些行動剝奪港人在自己政府內發聲的機會，限制他們政治參與、降低民主代表性，也箝制政治論辯，也違背「基本法」所指香港選舉應朝普選邁進的明確條文。布林肯敦促北京與香港當局，讓原定9月舉辦的香港立法會選舉照常舉行，並確保以透明、具公信力的方式納入所有候選人。布林肯也呼籲相關當局釋放僅因參選或表達不同意見就遭以國安法或其他法律起訴的港人，並撤銷相關控告。
美國國務院發言人普賴斯在例行記者會上表示，中國大陸改變香港選舉制度是對當地的自由及民主進程帶來直接打擊，譴責北京持續損害香港的民主體制。
3月16日，美國对24名中国和香港官员实施金融制裁。

### 英国
英国外交大臣多米尼克·拉布发表声明，称改变香港选举制度将进一步削弱国际社会对中国大陸的信任，与北京本身的承诺背道而驰，只会进一步破坏外界对中国大陸履行其国际责任和法律义务的信心和信任。
英國外交部門在3月13日發布新聞稿，認為北京政府更動香港選制的方式，非常明顯地違反了具有法律約束效力的《中英聯合聲明》。英国外交大臣多米尼克·拉布表示：「中國政府這段時間的舉動，代表我現在必須表明：聯合王國認為北京正處持續不遵守《中英聯合聲明》的狀態。這代表北京的行動與其所許下的保證漸行漸遠。」
末任香港總督彭定康認為，全國人大的這次决定是消除香港自由和民主採取最大的一步，是「徹底破壞了一國兩制的承諾」，包括已故領導人鄧小平的承諾，規定了一定要宣誓效忠中共才能成為「愛國者」。

### 加拿大
加拿大外交部表示，「加拿大對中國全國人大決定全面改革香港選舉制度，以進一步限制政治參與表示嚴重關切。香港的繁榮和復原力來自於香港人民的活力和開放的表達。」

### 
澳洲外交貿易部部長馬里斯·佩恩，在推特提出，「澳大利亞對北京改變香港的選舉制度表示嚴重關切，因為這些改變削弱了香港的民主制度。香港人必須有渠道行使其基本的政治表達自由。」

### 日本
日本外務省表示，「繼去年6月制定《香港國安法》，以及隨後逮捕和起訴多名民主派議員和活動人士後，我們對中國全國人民代表大會最近決定改變香港的選舉制度表示嚴重關切。」「尤其是這一決定將進一步削弱對以《基本法》和1984年《中英聯合聲明》為基礎的一國兩制的信任。」日方表示，「日本政府要求在香港以公平的方式舉行有關選舉，包括代表各種政治觀點的候選人。我們已經向中方表達了這一立場，並將繼續與國際社會合作，尋求中方的具體回應」。

### 七大工業國組織
七大工業國組織發聲明，指有關決定明確顯示中國政府有意排除香港的異見人士。聲明提到，全國人大會議通過的改變內容，再加上大規模拘捕民主派人士及政治人物，損害香港在「一國兩制」下享有的高度自治。七大工業國組織認為，有關改變會扼殺多元政治，與基本法列明的邁向普選背道而馳，而且亦限制在《中英聯合聲明》保障的言論自由。G7敦促中國在遵從《中英聯合聲明》及其他法律承諾，尊重香港的基本權利和自由，同時要求中港政府恢復對政制的信心，結束對宣揚民主價值及捍衛自由和權利人士作出不必要打壓。

### 白俄羅斯
白俄罗斯常驻日内瓦代表安布拉泽维奇称中国完善香港选举制度在内的各项决定，是中国的权力以及责任。

### 
老挝常驻日内瓦代表基查德斯表示，全国人大这一举措必将对保持香港稳定繁荣发挥建设性作用，也相信这项决定将有利于更好地贯彻执行“一国两制”方针。老挝外交部发表声明，支持中国全国人大通过关于完善香港特别行政区选举制度的决定。声明表示，老挝政府一贯奉行一个中国政策，香港特别行政区是中华人民共和国不可分离的部分。《决定》完全符合中国宪法和法律规定，将有力实现“港人治港”，确保“一国两制”实践行稳致远和香港长期繁荣稳定。

### 巴基斯坦
巴基斯坦常驻日内瓦代表副代表侯赛因·安德拉比表示，相信完善后的香港选举制度将对香港的长期发展稳定发挥建设性作用。

### 越南
越南外交部发言人黎氏秋姮在外交部例行记者会上表示，“越南已阐明对香港局势的立场。越南尊重中国“一个国家，两个制度”政策，香港基本法和相关制度。与香港有关的问题是中国内部事务，越南一致希望香港稳定和繁荣发展”。

### 
布隆迪政府在声明中表示，祝贺全国人大会议高票表决通过《全国人民代表大会关于完善香港特别行政区选举制度的决定》。声明说，决定的通过是对中华人民共和国宪法和香港特区基本法的维护，中国政府有能力和智慧保障香港长期繁荣稳定，“一国两制”是实现香港稳定、安全、繁荣的最佳制度安排。